# E2F

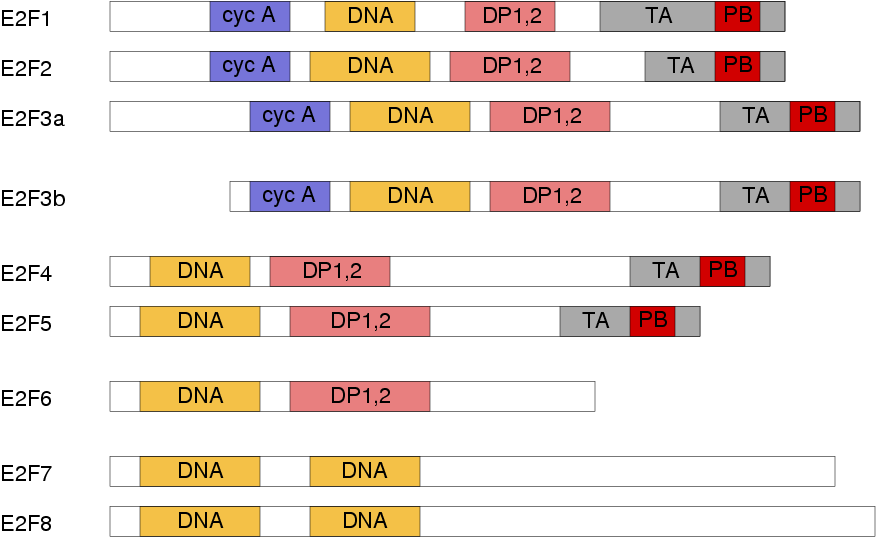
Schematische Darstellung der Aminosäuresequenzen der Mitglieder der E2F-Familie (N-Terminus auf der rechten Seite, C-Terminus auf der linken Seite) mit Hervorhebung der relativen Positionen der funktionellen Domänen innerhalb jedes Mitglieds.

E2F ist eine Familie von Transkriptionsfaktoren in Eukaryoten. Drei Vertreter der Familie aktivieren die Transkription von Genen (E2F1, 2 und E2F3a), sechs hemmen die Transkription (E2F3b, E2F4-8).